# Де Хаан, Келвин
Келвин Де Хаан (нидерл. Calvin de Haan; род. 9 мая 1991, Карп) — канадский хоккеист, защитник.

## Карьера

### Клубная карьера
На молодёжном уровне в течение трёх сезонов играл за команду «Ошава Дженералз», где по итогам дебютного сезона заработал 63 очка и был признан лучшим защитником и лучшим новичком сезона.
На драфте НХЛ 2009 года был выбран в 1-м раунде под общим 12-м номером клубом «Нью-Йорк Айлендерс». Отыграв два сезона за «Дженералз», по окончании сезона 2010/11 присоединился к фарм-клубу «островитян» «Бриджпорт Айлендерс», в котором продолжил карьеру. В составе этой команды он отыграл более двух сезонов, сыграв один матч в НХЛ.
В сезоне 2013/14 он закрепился в составе «Айлендерс», сыграв за клуб 51 игру в регулярном чемпионате НХЛ. 15 июля 2014 года подписал с командой новый трёхлетний контракт на общую сумму 5,9 млн долларов. В последующие сезоны он стал одним из ключевых игроков команды, за которую отыграл три полных сезона.
2 августа 2017 года подписал с «Айлендерс» новый однолетний контракт. Получив травму в одном из матчей до конца сезона, он выбыл до его конца, восстанавливаясь после травмы.
3 июля 2018 года подписал четырёхлетний контракт с клубом «Каролина Харрикейнз».
После одного сезона в составе «Харрикейнз», он был обменян в «Чикаго Блэкхокс» вместе с Алекси Саарела на Антона Форсберга и Густава Форслинга. Отыграв три сезона за «Блэкхокс» летом 2022 года он покинул команду и стал свободным агентом.
2 октября 2022 года он вернулся в «Харрикейнз», подписав с командой однолетний контракт.
По окончании сезона стал свободным агентом и 2 июля 2023 года подписал с клубом «Тампа-Бэй Лайтнинг» однолетний контракт.
1 июля 2024 года в качестве свободного агента подписал однолетний контракт на сумму $800.000.
1 марта 2025 года был обменян в «Нью-Йорк Рейнджерс» на Райана Линдгрена, Хэнка Кэмпфа и Джимми Веси.

### Международная
В составе молодёжной сборной Канады играл на МЧМ-2010 и МЧМ-2011, на которых в составе сборной завоевал серебряные медали.
В составе сборной Канады играл на ЧМ-2017, на котором в составе сборной завоевал серебряные медали.

## Статистка

### Международная
| Год                                    | Сборная                                | Турнир                                 | Место                                  |    | И | Г  | П  | О | Ш |
| -------------------------------------- | -------------------------------------- | -------------------------------------- | -------------------------------------- | -- | - | -- | -- | - | - |
| 2009                                   | Канада (юн.)                           | ЮЧМ                                    | 4                                      | 6  | 0 | 6  | 6  | 0 |   |
| 2010                                   | Канада (мол.)                          | МЧМ                                    | 2                                      | 4  | 0 | 1  | 1  | 0 |   |
| 2011                                   | Канада (мол.)                          | МЧМ                                    | 2                                      | 6  | 0 | 5  | 5  | 2 |   |
| 2017                                   | Канада                                 | ЧМ                                     | 2                                      | 10 | 0 | 1  | 1  | 8 |   |
| Всего на юношеском и молодёжном уровне | Всего на юношеском и молодёжном уровне | Всего на юношеском и молодёжном уровне | Всего на юношеском и молодёжном уровне | 16 | 0 | 12 | 12 | 2 |   |
| Всего на взрослом уровне               | Всего на взрослом уровне               | Всего на взрослом уровне               | Всего на взрослом уровне               | 10 | 0 | 1  | 1  | 8 |   |